# Alison e Peter Smithson
Alison Margaret Smithson (Sheffield, 22 giugno 1928 – Londra, 14 agosto 1993) e 
Peter Denham Smithson (Stockton-on-Tees, 18 settembre 1923 – Londra, 3 marzo 2003) sono stati una coppia di architetti britannici che lavoravano in partenariato.
Gli Smithson sono probabilmente considerabili i più importanti fra gli architetti di quella scuola britannica che il critico Reyner Banham definì New Brutalism. Lungo la loro carriera pubblicizzarono molto attivamente i loro lavori, il che contribuì a far loro assumere un alto profilo architettonico, forse sproporzionato rispetto alle relativamente poche realizzazioni.

## Formazione e prime realizzazioni
Peter e Alison Smithson si conobbero mentre erano studenti di architettura all'università di Durham e si sposarono nel 1949. La coppia lavorò per il dipartimento di architettura del London County Council prima di aprire uno studio in proprio nel 1950. 
I due cominciarono ad acquisire notorietà con il progetto della Hunstanton School di Norfolk, costruita fra il 1950 e il 1954. L'edificio utilizzava per la prima volta in maniera così intransigente, il linguaggio high modern di Ludwig Mies van der Rohe, a base di acciaio e vetro, ma completamente denudato, con superfici grezze e voluta mancanza di rifiniture. Nonostante al momento della sua costruzione l'edificio ricevesse un largo plauso da parte dei critici, in seguito esso non si dimostrò molto funzionale e subì nel tempo una serie di modifiche. 

## Attivismo culturale e critica estetica
A dispetto del successo della Hunstanton School e della continua originalità delle loro proposte a concorsi quali quelli della Cattedrale di Coventry e dell'Università di Sheffield, gli Smithsons ricevettero poche commissioni, decidendo comunque di disseminare le loro idee sull'estetica e la pianificazione urbana.
I due cercarono altri modi per intervenire nel dibattito estetico a loro contemporaneo: espressero le loro idee con grande convinzione, scrissero manifesti e articoli, organizzarono mostre e conferenze, oltre a dedicarsi al design d'interni. 
Furono inoltre membri dell'Independent Group, un'associazione di artisti che contestava le tendenze moderniste, ponendo l'accento sulla pop-culture, sul consumismo e sull'industria culturale. La coppia partecipò alle mostre collettive Parallel of Life (1954) e This is Tomorrow (1956).
Sempre nell'ambito della critica al modernismo, gli Smithson furono membri del cosiddetto Team 10, un gruppo di architetti che contestò vivacemente il linguaggio modernista di Gropius e Le Corbusier al CIAM di Aix-en-Provence del 1953. 
Mentre la generazione di architetti precedente aveva posto l'accento sulla separazione della città in zone differenti, con alte torri distanziate fra loro, il gruppo di contestatori richiedeva un maggior interesse verso l'interazione fra individui ed edifici, il superamento del dogma funzionalista e un'architettura più in contatto con la complessa dialettica dei centri urbani. 

## L'utopia abitativa e il suo fallimento
Fra le loro proposte architettoniche più note spiccano le «streets in the sky», strade nel cielo, un sistema di percorsi sopraelevati in cui il traffico veicolare e la circolazione pedonale erano rigorosamente separate, un tema che divenne molto popolare negli anni Sessanta. L'adozione di strade pedonali e altri accorgimenti avrebbe dovuto ricreare un senso di comunità all'interno dei complessi abitativi. 
Gli Smithson esplorarono il tema nel loro progetto di case popolari Golden Lane, ma ancora più profondamente nel controverso progetto dei Robin Hood Gardens, all'inizio degli anni Settanta. Si trattava di un complesso di case popolari di avanzata concezione che doveva sorgere a East London. Sfortunatamente per il duo di architetti il loro progetto per i Robin Hood Gardens fu afflitto da alti costi di costruzione, scadente esecuzione e, successivamente, da alti livelli di criminalità. Gli architetti furono aspramente criticati per la concezione brutalista che faceva somigliare le case a prigioni di calcestruzzo e per la scelta della location, un inattrattivo lotto all'imbocco del Blackwall Tunnel. Il critico Colin Amery scrisse che il complesso sembrava «riassumere tutto il peggio dell'architettura del XX secolo e delle politiche statali riguardo l'edilizia pubblica». Gli Smithson furono addirittura accusati di ipocrisia visto che vivevano in una casa vittoriana nell'elegante quartiere di Chelsea. 
Queste aspre polemiche contribuirono a svalutare la visione delle «streets in the sky» e anche la reputazione architettonica della coppia, tanto che, con l'eccezione del loro lavoro per l'università di Bath, non eseguirono più alcun progetto pubblico in Gran Bretagna, dedicandosi per lo più a lavori commissionati all'estero da privati ai quali Peter Smithson aggiungeva l'attività dell'insegnamento, è stato infatti visiting professor a Bath dal 1978 al 1990 e ha insegnato anche per l'Architectural Association School of Architecture. 

## Progetti

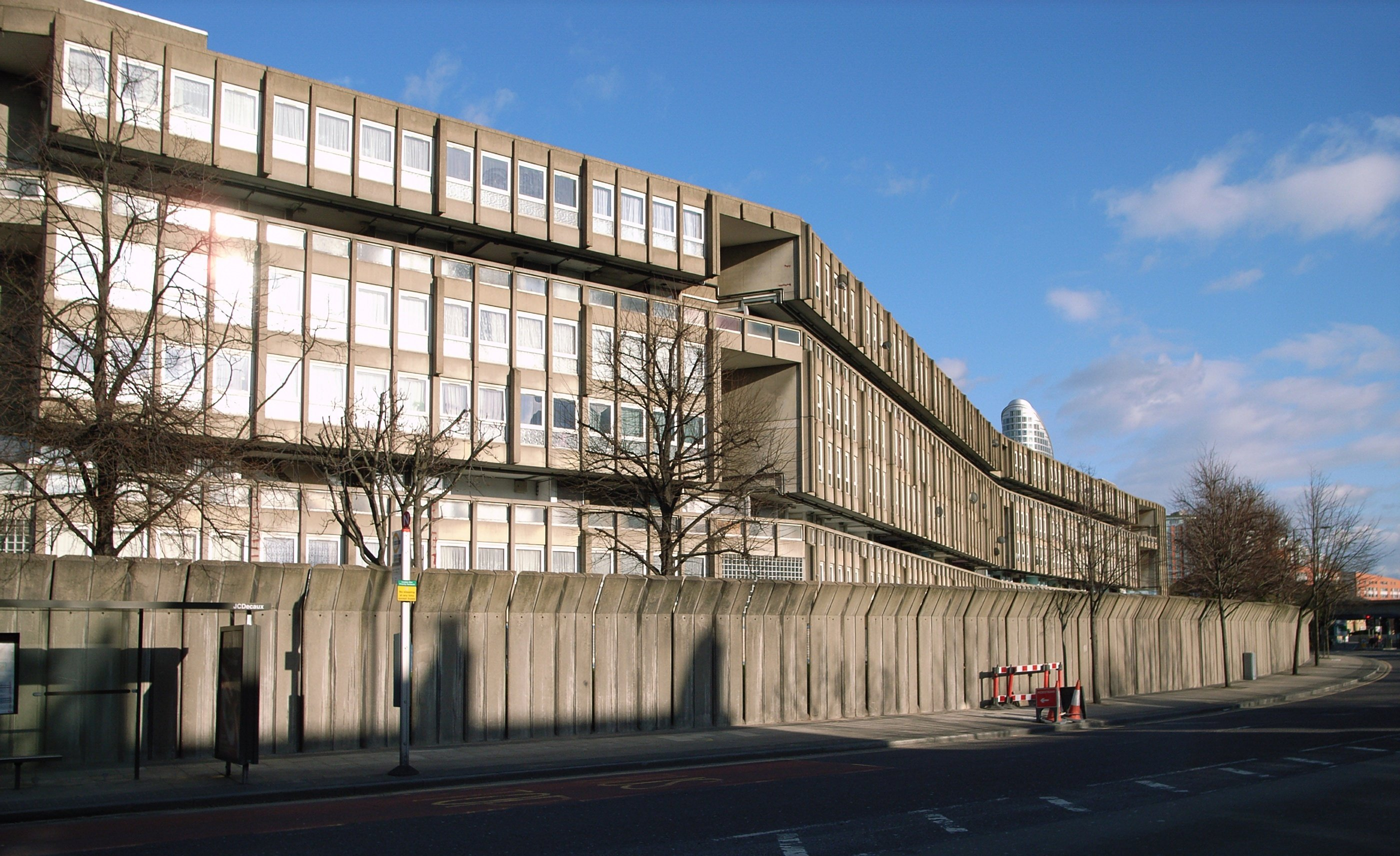
Il complesso Robin Hood Gardens

Tra gli edifici realizzati si possono elencare:
- Smithdon High School, Hunstanton, Norfolk, Gran Bretagna (1949-1954)
- The Sugden House, Watford, Gran Bretagna (1955-1956)
- The House of Future nella mostra Ideal Home Show (1956)
- The Economist Building, Londra (1959-1965)
- Garden building, St. Hilda College, Oxford, Gran Bretagna (1968)
- Espansione dell'abitazione privata di Lord Kennet, Londra (1968)
- Complesso abitativo Robin Hood Gardens, Londra (1969-1972)
- Edifici dell'università di Bath, inclusi quelli delle facoltà di architettura e ingegneria (1988)

## Progetti non realizzati
Fra i progetti non realizzati si trovano:
- Cattedrale di Coventry, concorso del 1951 (progetto non vincente)
- Golden Lane Estate, concorso del 1952 (progetto non vincente)
- Sheffield University, concorso del 1955 (progetto non vincente)